# Singlestick

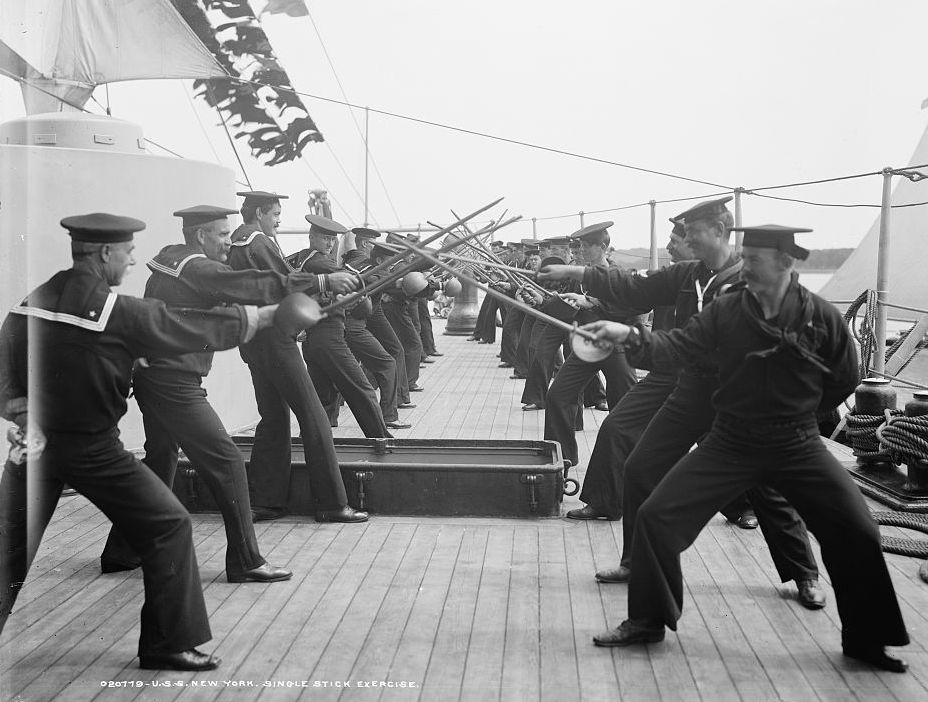
US-Matrosen beim Singlestick-Fechttraining

Der Singlestick ist eine dem Fechten entstammende Kampfkunst und bezeichnet gleichzeitig die dabei benutzte Fechtwaffe. Das französische La Canne ist dem Singlestick verwandt, wobei ersteres zum Fechten mit dem Spazierstock benutzt wird, während die Techniken beim Singlestick aus dem Kampf mit dem Breitschwert stammen.

## Beschreibung
Der Singlestick ist ein flexibler, runder Holzstab, traditionellerweise aus Esche, heutzutage oft auch aus Rattan von ca. 80–90 cm Länge und 2 cm Durchmesser. Das dickere Ende wird durch einen Handkorb aus Weidengeflecht oder festem Leder geschoben, das als Handschutz dient. Der Singlestick stellt im Zusammenhang mit dem Breitschwert das dar, was das Florett zum Degenfechten ist, und steht somit für sichere Fechtübungen.
Die originale Form war ein hölzernes Übungsschwert, das im 16. Jahrhundert entstand und zum Üben des Breitschwert-Fechtens benutzt wurde. Es hatte dieselbe Form wie die echte Klinge. Im 17. Jahrhundert änderte sich die Form zu einem simplen Knüppel oder Stock, versehen mit Parierstange, später dann mit dem korbförmigen kompletten Handschutz. Dafür benutzte man entweder Weidenkörbe oder sogar die echten Gefäße aus Metall. Die Grundstellungen, Schnitte und Parade waren zunächst identisch mit dem Backsword-Fechten, es waren keine Stiche erlaubt.

## Regeln
Die alte Regel, dass Schläge unter die Gürtellinie unfair sind, wurde im 18. Jahrhundert aufgehoben, und alle Körperteile des Gegners durften attackiert werden. Heute ist der Körper oberhalb des Gürtels die Trefferfläche, mit Ausnahme des Hinterkopfes.
Unter den Königen Georg I. und Georg II. war diese Art des Stockfechtens sehr populär, nicht nur in den Städten, sondern auch auf dem Land. Im ausgehenden 18. Jahrhundert wurde das Singlestick-Fechten sehr streng reglementiert. Die Kämpfer wurden nahe beieinander aufgestellt, die Füße unbeweglich, und alle Hiebe wurden peitschenähnlich aus der hängenden Mensur ausgeführt, die Hand über dem Kopf haltend. Schläge auf jeden Körperteil über der Hüfte waren erlaubt, aber es wurde verstärkt zum Kopf geschlagen. Diese Art zu kämpfen starb im 19. Jahrhundert wieder aus, wurde aber im Säbelfechten beibehalten. Im Singlestick-Fechten wurden nun aber Stiche erlaubt und die Trefferzone abermals der komplette Körper.

## Geschichte
Ab dem Ende des 18. Jahrhunderts war der Singlestick dann auch Ersatz als Waffe für die schottischen Highlander, denen es nicht mehr erlaubt war, ihr traditionelles Breitschwert zu tragen.
Theodore Roosevelt, Präsident der Vereinigten Staaten, und sein Freund, General Leonard Wood waren praktizierende Singlestick-Fechter.
1904 war Singlestick-Fechten Teil der Olympischen Spiele, aber zu diesem Zeitpunkt kam der Sport schon außer Mode und wurde vom leichten italienischen Säbelfechten abgelöst, da Hiebschwerter und Breitschwerter, die den Singlestick interessant als Übungswaffe gemacht hatten, schon längst nicht mehr Teil der militärischen und zivilen Ausstattung waren.
Seit den 1980er Jahren wird Singlestick-Fechten im Zuge der Renaissance europäischer Kampfkünste wieder mehr und mehr praktiziert, besonders in Großbritannien und den USA.